# Кабинет министров Великобритании
В политической структуре Великобритании Кабине́т мини́стров (Cabinet of the United Kingdom) состоит из правительственных официальных лиц, выбранных премьер-министром (Prime Minister of the United Kingdom of Great Britain and Northern Ireland), большинство из них является министрами правительства, в основном главами департаментов в должности «государственного секретаря». Формально члены Кабинета выбираются исключительно из одной из палат Парламента (Палаты общин).
Де-юре Кабинет является одним из комитетов Тайного совета, поэтому все его члены автоматически назначаются Тайными советниками. Решения правительства и премьер-министра принимаются от имени монарха (в качестве Короны-в-совете — главы исполнительной власти) на специальных заседаниях Тайного совета в присутствии Лорда-председателя и ограниченного числа советников; данные решения называются «указ-в-совете» (Order-in-Council).
По конституционной теории в британской системе правительства Кабинет был формальным органом принятия ключевых решений исполнительной власти.
Современная система Кабинета была установлена Ллойд Джорджем, когда тот был премьер-министром в 1916—1922, с Офисом Кабинета и Секретариатом, структурой Комитетов, Встречами (Minutes) и более чёткими отношениями с министрами департаментов.
Эта централизация привела к увеличению полномочий премьер-министра с первого среди равных в кабинете Асквита 1906 до уровня доминирующих фигур Ллойд Джорджа, Болдуина и Черчилля.

## История
Свою исполнительную власть английские короли первоначально осуществляли в Тайном совете. Система кабинета с ответственными министрами начала зарождаться к концу XIV века, когда палата общин обеспечила за собой право привлекать к ответственности перед палатой лордов советников короля не только за уголовные преступления, но и за политическую их деятельность. Этим путем парламент получил возможность ограничивать, до известной степени, власть короля, чем он и пользовался беспрепятственно при королях Ланкастерской династии. Во времена Генриха IV он принимал даже непосредственное участие в выборе министров. В совете ланкастерских королей Стебс видит «естественный, хотя и не вполне отделившийся зародыш современного кабинета».
Но право импичмента, которым парламент так успешно пользовался в эпоху Ланкастеров, оказалось бессильным перед деспотическими притязаниями Тюдоров. Только с восшествием на престол Стюартов парламент восстановил свои полузабытые права. Два советника Якова I подверглись обвинению со стороны палаты общин и были осуждены палатой лордов, но помилованы королем. При первых же Стюартах пущено было и другое средство освобождать королевских советников от ответственности перед парламентом: вместо того чтобы совещаться in pleno со всем тайным советом, короли стали приглашать на неофициальные совещания (происходившие в королевском кабинете, откуда позднейшее название правительства в Англии) только некоторых, особенно доверенных лиц.
Долгий парламент, осудив Страффорда, потребовал у короля, чтобы он признал политическую зависимость министров от парламента. После революции старые учреждения были восстановлены в том же виде, в каком они существовали до открытия Долгого парламента; неофициальный кабинет продолжал существовать по-прежнему, являясь слепым орудием короля (см. Cabal).
После революции 1688 года кабинет стал преимущественно орудием парламента. Человек чужой, Вильгельм III по необходимости должен был опираться на парламент и стал назначать на высшие должности лиц, которые принадлежали к господствующей партии или вообще пользовались расположением палаты общин. Ещё более постоянным этот способ назначения сделался при королеве Анне и первых королях Ганноверского дома. Солидарность министров утвердилась в особенности в долговременное управление Уолпола, искавшего поддержки главным образом в палате общин; в этот именно период упрочилось преобладание нижней палаты над верхней. Даже падение Уолпола имело крупное значение: его отставка показала, что нельзя управлять страной без доверия парламента. Так как министры Георга I не говорили по-немецки, а объяснялись с ним на латинском языке, то король перестал являться в заседания кабинета, довольствуясь сообщением одного из министров о ходе заседаний. Этот случайный факт обратился в прочный обычай и немало содействовал укреплению кабинета; к этому же времени относится возвышение значения первого министра. Георг II принимал большее участие в делах страны, чем его отец; тем не менее, возрастающая власть общин давала себя чувствовать и в выборе министров: они принудили короля принять в число министров старшего Питта, к которому он питал глубочайшую антипатию. Впрочем, многие из числа правительств, следовавших за кабинетом Уолпола, отличались неустойчивостью: они не были однородны, стояли ближе к королю, чем к парламенту.
Война с американскими колониями привела к падению министерства Норта, благодаря открытому вмешательству палаты общин; этот случай стал играть роль прецедента, на котором основывался принцип солидарной ответственности правительства перед парламентом. Окончательную организацию дал кабинету Питт-младший, организовавший в 1783 г. настоящее правительство парламентского большинства; он нанес последний удар той системе, при которой каждый министр вступал в непосредственные сношения с королем.
В результате исторического развития, британский кабинет министров стал характеризоваться следующими чертами: 1) однородность его состава — правительство составляется из выдающихся лиц партии, располагающей в нижней палате большинством; 2) солидарность между его членами — поражение одного из министров влечет за собой обыкновенно отставку всего кабинета. Составление кабинета монарх поручает предводителю (лидеру) той партии, которая составляет большинство в палате общин. Лидер занимает положение первого министра (министра-президента, премьера) и подбирает, непременно из членов палат, остальных членов кабинета. Решения кабинета обязательны для каждого отдельного министра; постановляются они не по большинству голосов, а общим соглашением, и значение голоса каждого отдельного министра определяется тем влиянием, какое он имеет в парламенте, то есть степенью необходимости или желательности сохранения его в составе кабинета. Министры, расходящиеся в существенных вопросах с влиятельнейшими членами кабинета, выходят из него. О причинах частичных перемен в составе кабинета первый министр обязан довести до сведения парламента; заявления этого рода не подвергаются голосованию.

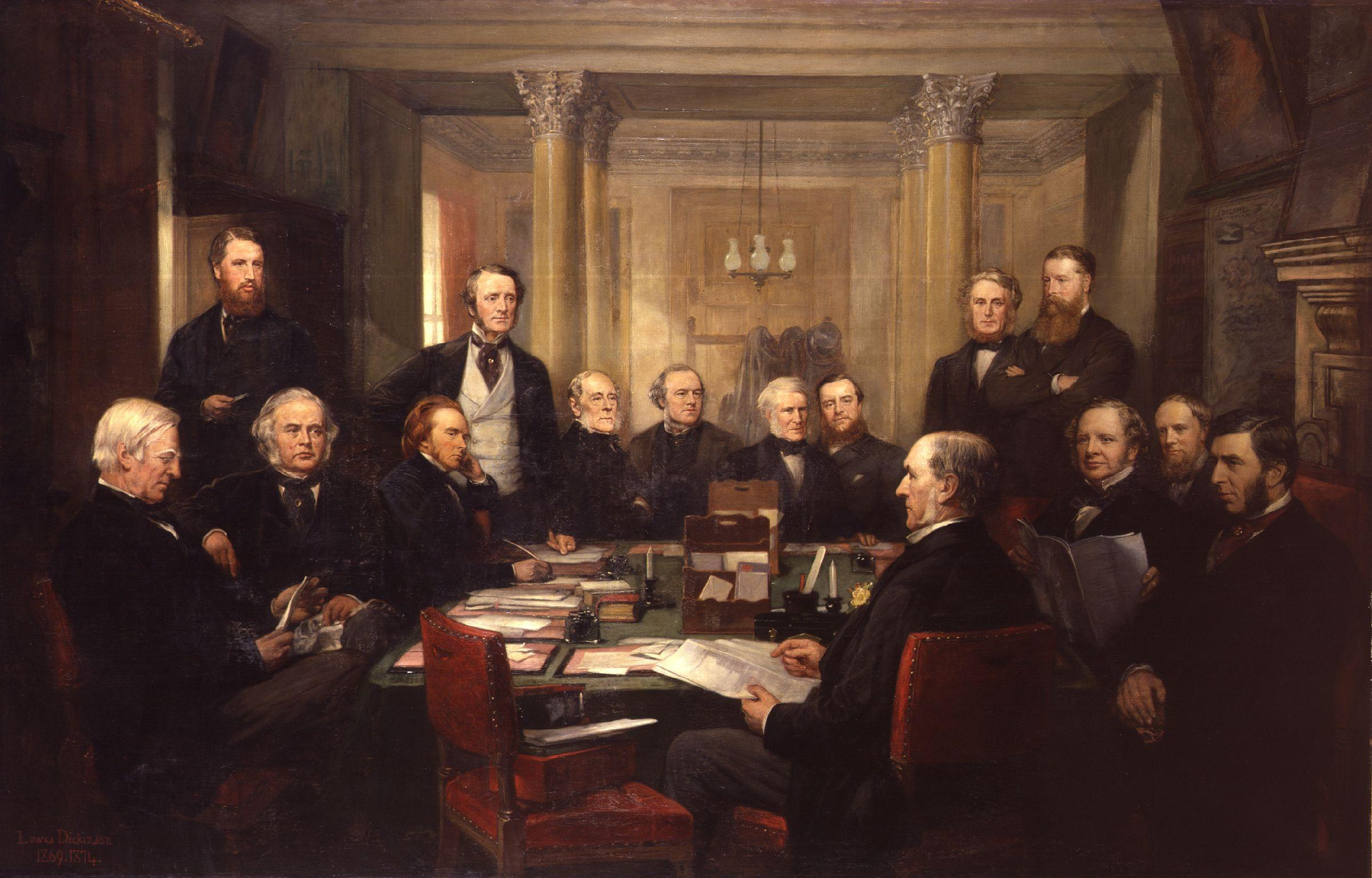
Уильям Гладстон со своим Кабинетом в 1868 году.

Так как английский кабинет представляет собой учреждение, не признанное формально законом, то постановления его издаются или в форме предписаний Тайного совета, который собирается ежемесячно для беспрекословного санкционирования постановлений кабинета, не подвергая их даже обсуждению, — или же в форме приказа (warrant), за подписью ответственного министра.
Британские министры являются лишь политическими руководителями своего ведомства: текущие дела сосредоточены в руках высших должностных лиц государства из числа несменяемых служащих государственной службы. Министры-члены кабинета являются прежде всего ближайшими советниками Короны. Предполагается, что всякое решение, исходящее от лица Короны, принята по совету и с согласия министров, а потому лежит на их ответственности. Эта ответственность министров Короны является одной из важнейших конституционных гарантий власти в стране. Будучи советниками короны, министры в то же время являются членами представительной власти в парламенте. От имени Короны они вносят на рассмотрение законопроекты, отражающие политику той партии, которая привела их к власти. Однако, партия, контролирующая большинство голосов в палате Общин вовсе не подавляет личной инициативы министров. Каждое вновь созданное правительство представляет палатам свою политическую программу в виде тронной речи. В течение парламентской сессии обе палаты имеют полную возможность произвести надлежащий контроль над действиями министров путем интерпелляций, исследования документов, назначения специальных комиссий для изучения того или другого вопроса. Если правительство не пользуется доверием палаты Общин, то, после успешного голосования по вотуму доверия, оно должно подать в отставку.
История английской конституции представляет четыре разряда условий, которые ведут к отставке правительства: 1) выражения открытого недоверия со стороны парламента; 2) выражение парламентом неодобрения по адресу целого правительства или одного из его членов; 3) непринятие основного билля, предложенного кабинетом, или утверждение проекта, им оспариваемого; 4) проигрыш правительственной партии на всеобщих выборах. Когда правительству грозит отставка вследствие недоверия парламента, монарх имеет право воспользоваться прерогативой по удержанию за ним власти путем досрочного роспуска парламента.

## Заседания Кабинета
Кабинет министров собирается на регулярной основе, как правило, еженедельно во вторник утром, для обсуждения наиболее важных вопросов государственной политики, и принятия решений. На протяжении длительного периода времени, кабинет министров заседал в четверг, и это было изменено только после заявления премьер-министра Гордона Брауна, о том, что совещания будут перенесены на вторник. Продолжительность совещаний зависит от стиля премьер-министра и политических условий, но сегодня заседание может длиться всего 30 минут, что свидетельствует о формальном утверждении решений, принятых в комитете, в кулуарных группах, или в двусторонних встречах между премьер-министром и главами отдельных департаментов Правительства, а обсуждения в Кабинете министров несколько ограничены.
Кабинет министров имеет множество подкомитетов, которые сосредоточены на конкретных областях политики, особенно тех, которые затрагивают сферу деятельности нескольких министерств, и поэтому нуждаются в координации. Они могут быть постоянными или созданы на короткий срок для рассмотрения конкретных вопросов («специальные комитеты»). Новый министр также часто члены этих комитетов, помимо государственных секретарей. Осуществлением государственной деятельности в рамках кабинета и его многочисленных комитетов управляется небольшой секретариат кабинета министров.
Большинство премьер-министров имели так называемый «кухонный кабинет», состоящий из собственных надежных советников, которые могут быть членами кабинета министров, но зачастую являются личными советниками премьера. В последние правительства (обычно с Маргарет Тэтчер), и особенно Тони Блэра, было сообщено, что многие или даже все основные решения были приняты до заседания кабинета министров. Это заявление было сделано бывшими министрами, такими, как Клэр Шорт и Крис Смит, в средствах массовой информации.

## Отношения с парламентом
В Соединённом Королевстве существуют двa ключевых конституционныx обычая, касающихся ответственности кабинета перед парламентом, коллективной ответственности кабинета министров и отдельных министров. Данное положение основано на том факте, что члены кабинета министров являются одновременно и членами парламента, и, следовательно, подотчетны ему, так как парламент обладает верховенством законодательной власти в стране. Коллективная ответственность кабинета означает, что члены кабинета министров принимают решения коллективно, и поэтому ответственность за последствия этих решений несут на коллективной основе.
Индивидуальная ответственность министров определяется тем, что в качестве руководителя департамента, министр несет ответственность за свои действия, а также провалы в соответствующей политике. Поскольку государственная служба является постоянной и аполитичной, проигравший министр обязан уйти в отставку.
Официальные запросы к Кабинету министров задаются в палате Общин, который может иметь либо письменную, либо устную форму. Ответственный министр должен ответить на них, либо сам, либо через заместителей. Письменные ответы, которые, как правило, являются более конкретными и подробными, чем устные вопросы, составляются ответственным государственным служащим. Ответы на письменные и устные вопросы публикуются в парламентском бюллетене. В случае видимого неодобрения Парламентом какого-либо законопроекта, премьер-министр будет стремиться либо восстановить доверие, путем вносимых поправок, либо может пойти на роспуск парламента и назначение новых выборов, или же объявит об отставке всего правительства.
В парламентской системе правления Великобритании, исполнительная власть не отделена от законодательной власти, поскольку члены кабинета назначаются из членов парламента. Кроме того, доминирование исполнительной власти в законодательном органе объясняется нескольким причинам:
- Мажоритарной системой голосования относительного большинства (которая, как правило, отдаёт подавляющее большинство мест победившей партии)
- Властью парламентских организаторов (чья роль заключается в том, чтобы обеспечить голосование членов партии в соответствии с согласованной политической линией)
- «Оплаченное голосование» (термин, который ссылается на тот факт, что член парламента от правящей партии будет желать быть назначенным на руководящую должность, и как следствие получать две заработных платы — в парламенте и правительстве).
- Коллективная ответственность министров свидетельствует о том, что члены правительства должны голосовать либо заодно с остальными членами правительства, либо уйти в отставку.

Способность премьер-министра контролировать Кабинет в обход коллективного принятия решений, вкупе со способностью членов самого Кабинета доминировать в парламентских процедурах — даёт британскому премьер-министру большую власть. Сравнительная неспособность Парламента контролировать текущее правительство часто является оправданием широкой для критики правительства со стороны ведущих британских СМИ.

## Премьер-министр как президент
В настоящее время некоторые критикуют Кабинет, потому что премьер-министры воспринимаются как действующие в манере «президента». Например, Тони Блэр был обвинён в том, что он не использует Кабинет как орган коллективного принятия решений. Эти действия вызвали обеспокоенность, так как он нарушил конвенцию о том, что премьер-министр является «первым среди равных». В этом смысле он выступает как президент США, который (в отличие от британского премьер-министра) не обязан конституционно принимать решения совместно с кабинетом министров. То же относится и к Маргарет Тэтчер, которая навязывала Кабинету свою точку зрения. Вместе с тем, власть премьер-министра над его или её коллегами по кабинету прямо пропорциональна поддержке, которую они имеют у своих политических партий, и это часто связано с тем, рассматривают ли их однопартийцы их в качестве избирательного актива или обязательства. Кроме того, когда участник делится на фракции премьер-министр может быть вынужден включать другие влиятельные члены партии, в кабинете для политической сплоченности.
Начиная с 1939 года, в состав правительства входили представители Лейбористской, Консервативной, и Либеральной партии (до 1945 и с 2010).

## Состав текущего правительства
| Должность | Имя                                        | Партия        | Портрет | Примечания    |
| --- | ------------------------------------------ | ------------- | ------- | ------------- |
| Премьер-министр, первый лорд казначейства, министр по делам государственной службы, министр по делам Союза            | достопочтенный сэр Кир Стармер             | Лейбористская |         | С 5 июля 2024 |
| Заместитель премьер-министра, Министр жилищно-коммунального хозяйства, общин и местного самоуправления Великобритании | достопочтенная Анджела Рэйнер              | Лейбористская |         | С 5 июля 2024 |
| Канцлер казначейства, второй лорд казначейства                                                                        | достопочтенная Рэйчел Ривз                 | Лейбористская |         | С 5 июля 2024 |
| Министр иностранных дел, по делам Содружества и международного развития                                               | достопочтенный Дэвид Лэмми                 | Лейбористская |         | С 5 июля 2024 |
| Министр внутренних дел                                                                                                | достопочтенная Иветт Купер                 | Лейбористская |         | С 5 июля 2024 |
| Министр обороны | достопочтенный Джон Хили                   | Лейбористская |         | С 5 июля 2024 |
| Министр юстиции, лорд-канцлер                                                                                         | Шабана Махмуд                              | Лейбористская |         | С 5 июля 2024 |
| Канцлер герцогства Ланкастерского                                                                                     | достопочтенный Пэт Макфадден               | Лейбористская |         | С 5 июля 2024 |
| Министр здравоохранения и социального обеспечения                                                                     | Уэс Стритинг                               | Лейбористская |         | С 5 июля 2024 |
| Лидер палаты общин, Лорд-председатель Совета                                                                          | Люси Пауэлл                                | Лейбористская |         | С 5 июля 2024 |
| Лидер палаты лордов, Лорд-хранитель Малой печати                                                                      | достопочтенная баронесса Смит Базилдонская | Лейбористская |         | С 5 июля 2024 |
| Министр энергетической безопасности и углеродной нейтральности                                                        | достопочтенный Эд Милибэнд                 | Лейбористская |         | С 5 июля 2024 |
| Министр по делам окружающей среды, продовольствия и сельского хозяйства                                               | Стив Рид                                   | Лейбористская |         | С 5 июля 2024 |
| Министр внешней торговли Великобритании Председатель Торгового совета                                                 | Джонатан Рейнольдс                         | Лейбористская |         | С 5 июля 2024 |
| Министр труда и пенсий                                                                                                | Лиз Кендалл                                | Лейбористская |         | С 5 июля 2024 |
| Министр образования                                                                                                   | Бриджет Филлипсон                          | Лейбористская |         | С 5 июля 2024 |
| Министр транспорта | Луиза Хейг                                 | Лейбористская |         | С 5 июля 2024 |
| Министр культуры, средств массовой информации и спорта                                                                | Лиза Нэнди                                 | Лейбористская |         | С 5 июля 2024 |
| Министр по делам Северной Ирландии                                                                                    | достопочтенный Хилари Бенн                 | Лейбористская |         | С 5 июля 2024 |
| Министр по делам Шотландии                                                                                            | Иан Мюррей                                 | Лейбористская |         | С 5 июля 2024 |
| Министр по делам Уэльса                                                                                               | Джо Стивенс                                | Лейбористская |         | С 5 июля 2024 |
| Министр науки, инноваций и технологии                                                                                 | Питер Кайл                                 | Лейбористская |         | С 5 июля 2024 |
| Также имеют право участвовать в заседаниях Кабинета                                                                   |                                            |               |         |               |
| Парламентский секретарь Казначейства, Главный парламентский организатор                                               | достопочтенный Алан Кэмпбелл               | Лейбористская |         | С 5 июля 2024 |
| Главный секретарь Казначейства                                                                                        | Даррен Джонс                               | Лейбористская |         | С 5 июля 2024 |
| Генеральный атторней Англии и Уэльса                                                                                  | лорд Ричард Хермер                         | Лейбористская |         | С 5 июля 2024 |

## Список кабинетов
- Список британских правительств[англ.] (с 1707)